# Der Hauptmann von Köpenick (1960)
Der Hauptmann von Köpenick ist ein deutscher in schwarz-weiß gedrehter Fernsehfilm des SDR aus dem Jahre 1960. Er ist eine Neuverfilmung nach dem  gleichnamigen Theaterstück von Carl Zuckmayer über den Hauptmann von Köpenick und entstand nur vier Jahre nach dem erfolgreichen Kinofilm  von Helmut Käutner mit Heinz Rühmann. Schuster Voigt wird von Rudolf Platte verkörpert, dem mit dieser Rolle der Übergang vom Komödianten zum Charakterdarsteller gelang.

## Handlung
Die Handlung beruht auf Zuckmayers bekanntem Drama, das den Untertanengeist im deutschen Kaiserreich karikiert. Die in Drama und Film erzählte Geschichte beruht auf einer wahren Begebenheit, ist aber in Einzelheiten Fiktion.
Schuster Wilhelm Voigt wird nach 15 Jahren Haft aus dem Gefängnis entlassen und sucht erfolglos nach Arbeit. Dabei steht er vor einem Dilemma: Ohne festen Wohnsitz findet er keine Anstellung, bekommt aber als Vorbestrafter ohne Arbeit auch keine Aufenthaltserlaubnis.
Schließlich bricht er in ein Polizeirevier ein, um zu einem Pass zu gelangen. Durch ein Missgeschick wird er gefasst und muss wieder ins Gefängnis. Dort führt er sich gut und imponiert dem militärbegeisterten Gefängnisdirektor durch das Rezitieren der auswendig gelernten preußischen Felddienstordnung.
Nach seiner Haftentlassung kommt Voigt zunächst bei seiner Schwester Marie und deren Mann Friedrich unter und kümmert sich hingebungsvoll um das tuberkulosekranke Mädchen Lieschen, das als Untermieterin ein Zimmer bei seiner Schwester bewohnt. Als seine Resozialisierung erneut an der Bürokratie scheitert und er aus Berlin ausgewiesen wird, fasst er einen Plan: bei einem Altwarenhändler erwirbt er eine gebrauchte Hauptmannsuniform. Uniformiert begegnen ihm in der Öffentlichkeit die Menschen mit Respekt. Voigt nutzt diese Autorität, um mit einigen auf der Straße angetroffenen Soldaten zum Rathaus von Köpenick zu marschieren und den Bürgermeister zu verhaften. Zu seiner großen Enttäuschung erfährt er, dass es nicht möglich sei, sich im Rathaus Köpenick einen Pass zu beschaffen, er beschlagnahmt daher die Stadtkasse. Voigt stellt sich einige Tage später gegen die Zusage, einen Pass ausgestellt zu bekommen, der Berliner Polizei.
Anschließend gibt er die ganze Geschichte vor dem Polizeipräsidenten unter allgemeiner Erheiterung aller Anwesenden zum Besten. Voigt wird wieder einmal verurteilt, nimmt die Strafe aber angesichts des Passversprechens gelassen auf sich.

## Sonstiges
Die Erstausstrahlung des Filmes erfolgte am 15. Dezember 1960 in der ARD.
Nach vielen Jahren der Nichtausstrahlung im Fernsehen erschien 2008 eine DVD bei Film 101 in zeitentsprechender geringer Bildqualität.

## Kritiken
Sebastian Kuboth schrieb: „Ein wichtiger Punkt bei den ‚Köpenick‘-Filmen ist ganz klar die Hauptfigur. Diesmal wird sie von Rudolf Platte dargestellt, der diese mit unheimlich viel Gefühl und Realitätsnähe verkörpert. Aus diesem Grund kann bzw. muss man ihn in einem Atemzug mit Adalbert, Rühmann und Juhnke nennen.“
Richard Deis schrieb: „Platte spielt den vom Schicksal gebeutelten Underdog, der sich einen Tag lang aufs hohe Ross schwingt, sehr überzeugend. Wenn man das Vorbild des wahren Hauptmanns von Köpenick zum Vergleich heranzieht, kommt Platte in der Rolle des Schusters Wilhelm Voigt auf jeden Fall wesentlich authentischer rüber als Heinz Rühmann oder Harald Juhnke.“